# Aphaniosoma scutellaris
Aphaniosoma scutellaris är en tvåvingeart som beskrevs av Ebejer 1998. Aphaniosoma scutellaris ingår i släktet Aphaniosoma och familjen gulflugor. Inga underarter finns listade i Catalogue of Life.